# فينيسيو سيريزو
ماركو فينيسيو سيريزو أريفالو (بالإسبانية: Marco Vinicio Cerezo Arévalo)‏ (من مواليد 26 ديسمبر 1942) سياسي غواتيمالا. شغل منصب رئيس غواتيمالا من 14 يناير 1986 إلى 14 يناير 1991. وكان أول رئيس للعهد الديمقراطي الحديث.

## روابط خارجية
- فينيسيو سيريزو على موقع الموسوعة البريطانية (الإنجليزية)
- فينيسيو سيريزو على موقع مونزينجر (الألمانية)

- Biography by CIDOB (in Spanish)
- Congressional web page
- Crisis de Gobernabilidad 1a. Fase: Perspectiva Política, New Media, Francisco Marroquín University